# 維柳伊高原
維柳伊高原是俄羅斯的高原，位於維柳伊河上游，屬於中西伯利亞高原的一部分，是維柳伊河、馬爾哈河和奧列尼奧克河的發源地，最高點海拔高度962米。